# Clivina addita
Clivina addita är en skalbaggsart som beskrevs av Darlington 1934. Clivina addita ingår i släktet Clivina och familjen jordlöpare. Inga underarter finns listade i Catalogue of Life.